# Muzică pop turcească
Muzica pop turcească (turcă: Türk pop müziği) este un subgen al muzicii pop întâlnit, după cum îi spune și numele, în Turcia. Muzica pop turcească își are originile în coverurile turcești din anii 1950 ale unei game largi de stiluri populare importate, printre care rock and roll, tango și jazz. Aceste cântece erau cunoscute ca hafif batı müziği (muzică ușoară occidentală) și includeau artiști precum Frank Sinatra, Elvis Presley sau Doris Day. Primul cântec original de acest tip îi este atribuit lui Erol Büyükburç. Acesta se numește „Little Lucy” și a fost lansat în 1958 ca disc single de 25 cm, cunoscut în Turcia ca taș plak. Odată cu apariția discurilor single de 18 cm în Turcia, ascultarea și distribuirea acestui tip de media a devenit mai ușoară și, astfel, genul a devenit mai popular. Popularitatea genului a fost limitată până când a evoluat în anii 1970 și apoi în anii 1990 în soundul pop turc original, care este emulat astăzi în Grecia, în Balcani și în țările din Orientul Mijlociu. De la crearea sa, popul turcesc a fost influențat de diferite genuri muzicale de origine occidentală și turcă, printre care pop tradițional, dance-pop, arabesque și muzică populară turcă.

## Artiști
|                                                   |  |  |  |
| Atiye · Bengü · Demet Akalın · Gülșen             |  |  |  |
|                                                   |  |  |  |
| Hadise · Hande Yener · Sertab Erener · Sezen Aksu |  |  |  |

### Soliști
Femei
- Ajda Pekkan
- Aleyna Tilki
- Atiye
- Bengü
- Bülent Ersoy
- Candan Erçetin
- Demet Akalın
- Derya Uluğ
- Ece Seçkin
- Gülșen
- Hadise
- Hande Yener
- Sertab Erener
- Sezen Aksu
- Sıla
- Simge
- Șebnem Ferah

tugba ozerk
burcu gunes
yildiz tilbe
betul demir
nil ozalp
Bărbați
|                    |  |
| Edis · Keremcem    |  |
|                    |  |
| Murat Boz · Tarkan |  |

- Can Bonomo
- Edis
- Emrah
- Emre Aydın
- Kayahan
- Kenan Doğulu
- Keremcem
- Murat Boz
- Mustafa Sandal
- Rafet El Roman
- Serdar Ortaç
- Tarkan

### Grupuri
- Hepsi
- MFÖ
- Grup Mahmut sanaoglu
- Grup ayse amaoglu
- Grup demet arkadar

### DJ
- Burak Yeter
- Emrah Karaduman
- Mahmut Orhan

dj ebru ozerk
dj adnan yeter
dj hande yildirim
Dj serkan tatlıses dj ayse dobroglu 
Dj ugur aparoglu